# Banksia serrata
Banksia serrata, comúnmente conocida como "old man banksia" (banksia del hombre viejo), "saw banksia" (banksia serrada), "saw-tooth banksia" (banksia serrada) y "red honeysuckle" (madreselva roja), es una de las especies de Banksia más conocidas de la costa este de Australia.

## Descripción

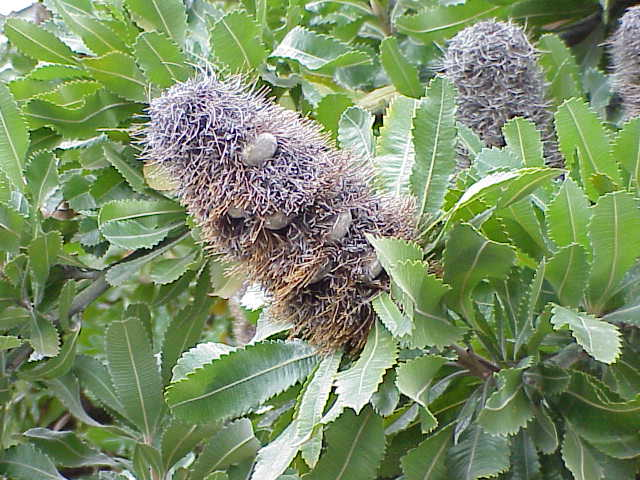
Cono viejo con folículos.

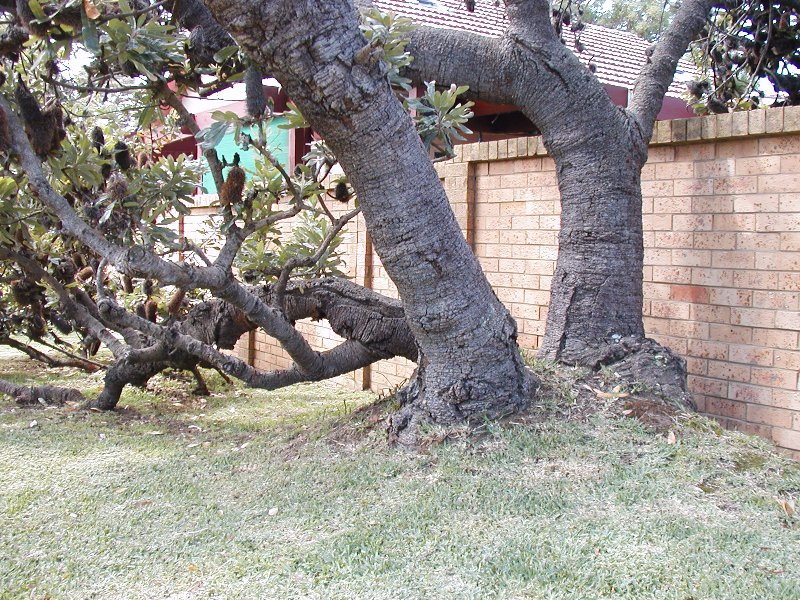
Viejo tronco nudoso, Kirrawee, Sídney

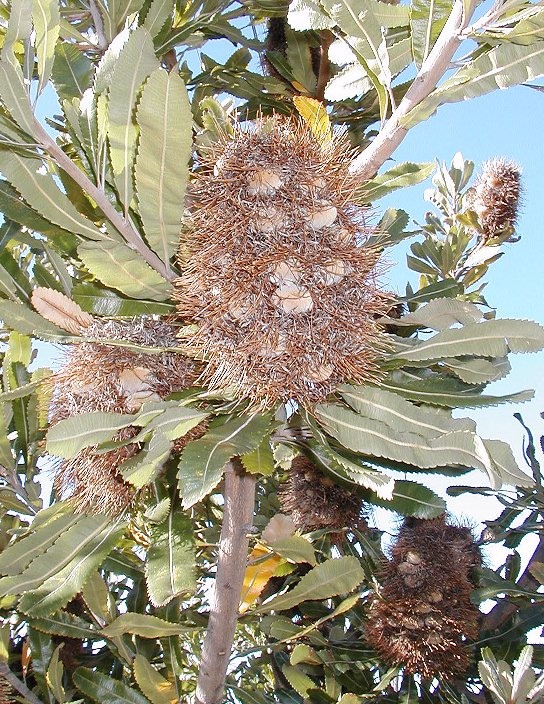
Viejos conos con los folículos serrados, en la planta, Randwick

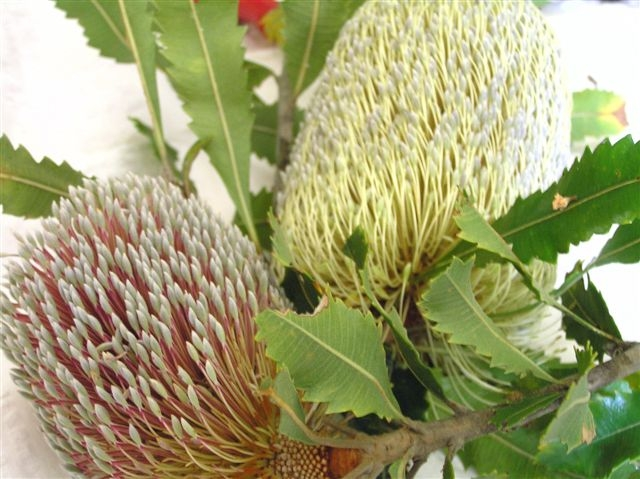
Variantes de color en el capullo

Banksia serrata usualmente crece como un nudoso y torcido árbol de hasta 15 metros de alto, sin embargo en algunos hábitats costeros se desarrolla como un arbusto de uno a tres metros, y en riscos costeros se ha reportado como un arbusto rastrero. Como árbol, usualmente tiene un solo tronco grueso con la corteza rugosa gris característica de la Banksia. La corteza repelente de fuego puede ser de seis centímetros de ancho y se parece al corcho en textura. Los troncos son frecuentemente negros debido a anteriores incendios, y exuda una savia roja cuando se le raja.  Las hojas son verde oscuras brillosas en el haz y verde claro en el envés, miden de ocho a 20 cm de largo, y de dos a cuatro centímetros de ancho. Excepto cerca de la base de la hoja, los márgenes son serrados con lóbulos entre uno y tres milímetros de profundidad.  Las hojas con frecuencia se amontonan en la parte superior y final de las ramas, dando a la copa una delgada y rala apariencia.  Las flores son color verde plateado con estilos de color crema o dorado, y ocurren en las distintivas espigas florales cilíndricas de Banksia'. Los "conos" pueden tener hasta 30 folículos, y usualmente parecen vellosos debido a la retención de partes viejas marchitas de las flores. Este árbol también posee un lignotúber, el cual es una estructura subterránea que almacena energía que la planta puede usar para regenerarse después de severos incendios. Esta especie no tiene que ser confundida con B. aemula, la cual tiene anteras ligeramente más pequeñas.

## Distribución y hábitat
Banksia serrata se desarrolla en el continente australiano desde el Promontorio Wilsons (39°08′S) en Victoria al sur, al norte hasta Maryborough, Queensland (25°31′S).  Existe una gran población en Sisters Creek en Tasmania.  También, existe otra comunidad en la esquina oeste de Wingaroo Nature Reserve en la parte norte de la Isla Flinders. El Wingaroo NR Conservation Plan (2000) reporta que la población comprende alrededor de 60 a 80 individuos, la mayoría de los cuales se cree que están muy viejos. Este también añade que hay evidencia de una lenta y continua regeneración, la cual aparece ocurrir en la ausencia de fuego.
En toda su distribución, Banksia serrata se encuentra en bien drenados suelos arenosos, y se le encuentra con frecuencia en terreno estabilizado cerca de la costa pero justo detrás del sistema principal de dunas.
Banksia serrata es una especie bastante uniforme, mostrando poca variación entre los diferentes hábitats excepto aquellos que ocasionalmente se desarrollan como arbustos en zonas costeras.  No existen divisiones taxonómicas reconocidas. Un miembro de la serie Orthostylis, cuyos parientes más cercanos son Banksia aemula y Banksia ornata.

## Cultivo
En cultivo es relativamente resistente a la 'pudrición de raíces', requiere un suelo bien drenado, preferentemente arenoso y soleado. El riego en verano es bueno para la planta. Es necesario señalar que la planta puede tomar varios años en florecer.

### Cultivares
- Banksia 'Pygmy Possum' – originalmente propagado por el vivero Austraflora, este es un arbusto rastrero originario desde el área de Green Cape en el extremo sur de la costa de Nueva Gales del Sur. Plantas similares son ahora vistas en viveros llamadas simplemente B. serrata (rastreras) recolectadas desde la misma área. Esta planta se ve genial en un barril de vino.
- Banksia 'Superman' – selección de una población de espectaculares flores (espigas de hasta 27cm de alto) y hojas grandes de Scotts Head en la costa medio norte de Nueva Gales del Sur. Aunque todavía, no se encuentra en cultivo comercial, está sin embargo registrada con ACRA (Australian Cultivar Registration Authority) o Autoridad Australiana de Registros de Cultivares.

## Otros usos
Banksia serrata también es usada como bonsái.

## Taxonomía
Banksia serrata fue descrito por Carlos Linneo el Joven y publicado en Supplementum Plantarum 126. 1781[1782].
Etimología
Banksia: nombre genérico que fue otorgado en honor del botánico inglés Sir Joseph Banks, quien colectó el primer espécimen de Banksia en 1770, durante la primera expedición de James Cook.
serrata: epíteto latíno que significa "serrada"
Sinonimia
- Sirmuellera serrata (L.f.) Kuntze
- Banksia conchifera Gaertn. nom. illeg.
- Isostylis serrata (L.f.) Britten
- Banksia serrifolia Knight nom. illeg.
- Banksia serratifolia Salisb. nom. illeg.
- Banksia serrata var. hirsuta R.T.Baker
- Banksia undulata Lindl.
- Banksia mitis Knight nom. illeg.[4][5]

## Galería

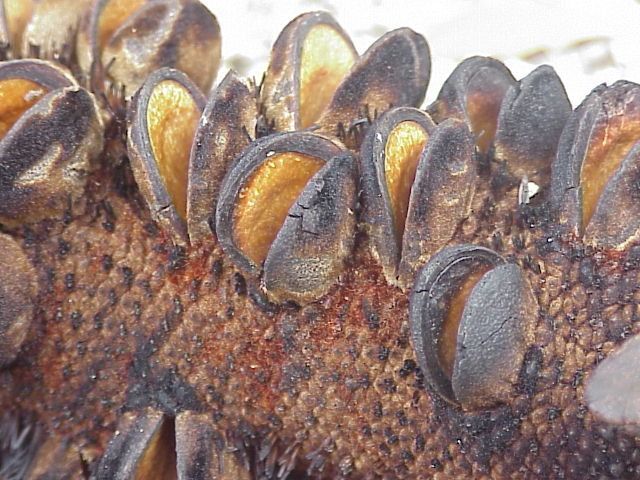
Acercamiento a un viejo cono, con los folículos abiertos.
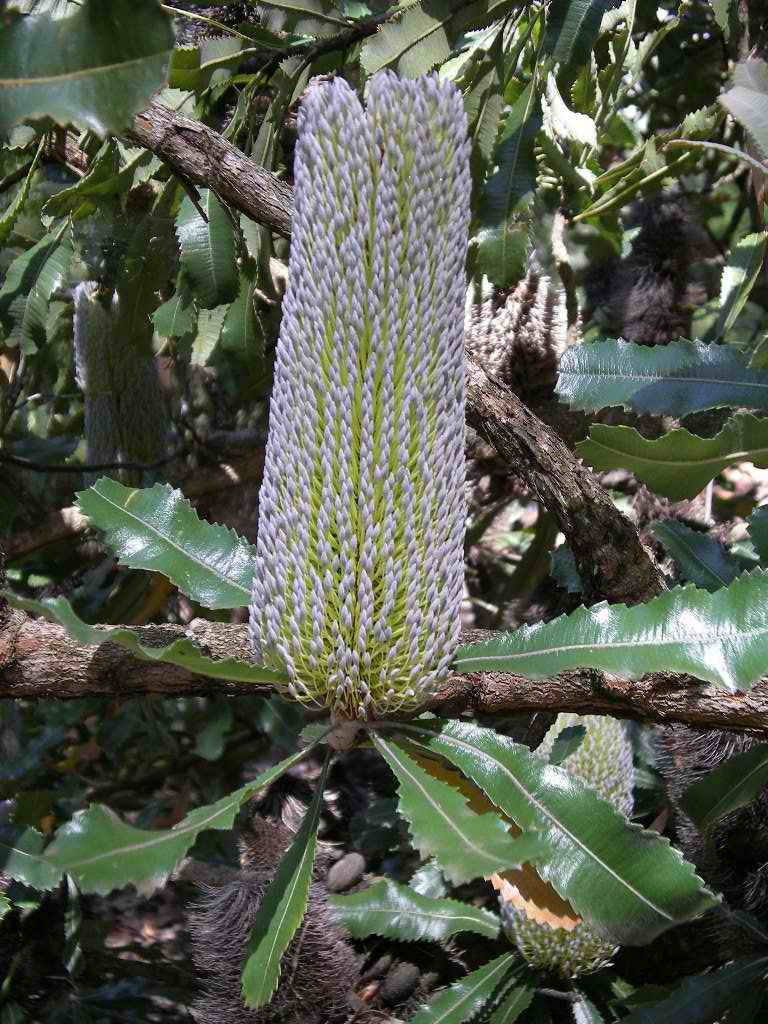
Inflorescencia ensanchándose en capullo.
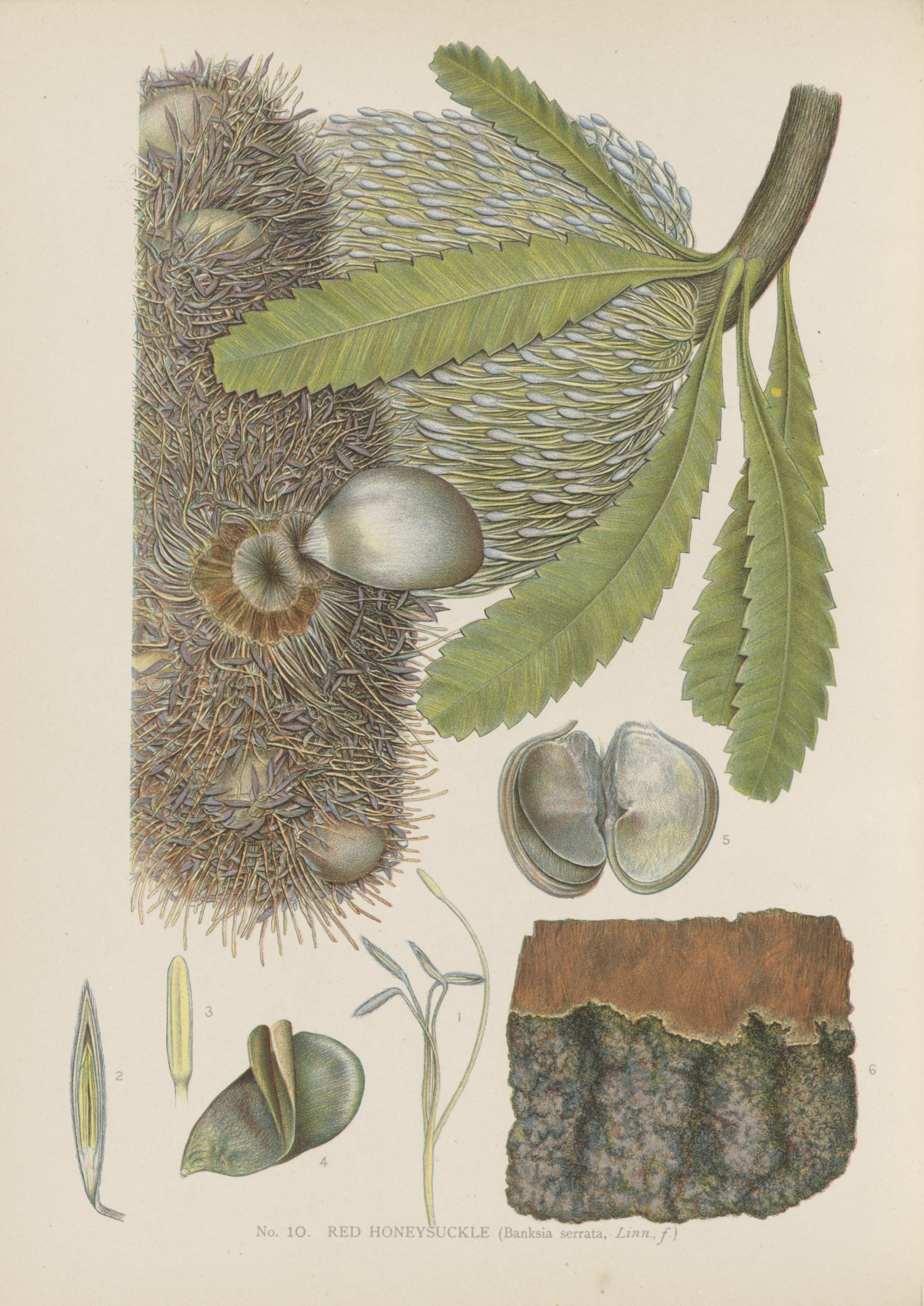
Banksia serrata por Edward Minchen (1862–1913). Publicado 1895 en "The Flowering Plants and Ferns of New South Wales (Plantas con flor y helechos de Nueva Galesdel Sur)- Parte 3" por Joseph Maiden.
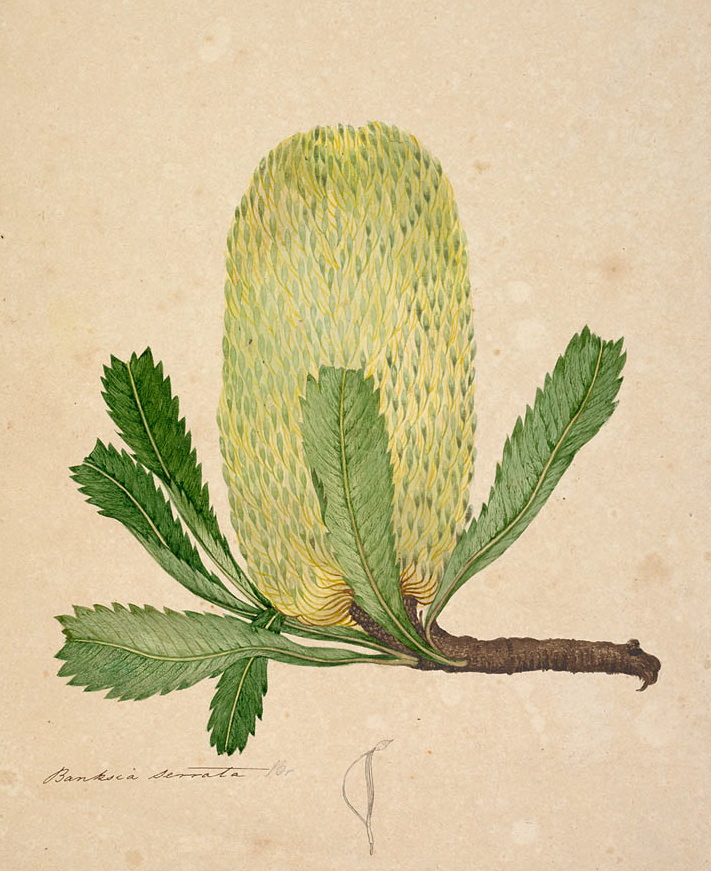
Banksia serrata [detalle] por John Lewin. De una serie de ilustraciones botánicas por el artista, C. 1803-1808.